# Ataque a oficina de Daegu de 2022
El ataque a una oficina de Daegu de 2022 sucedió el 9 de junio de 2022 cuando se produjo un incendio provocado por un presunto ataque incendiario en un edificio de oficinas en Daegu, Corea del Sur, que mató a siete personas e hirió a otras 49. Entre los muertos se encontraba el presunto pirómano, quien, según los informes, inició el incendio en la oficina de un abogado.
El sospechoso había presentado previamente una denuncia en la oficina de un abogado antes del incendio y fue grabado por imágenes de CCTV que contenían lo que parecían materiales inflamables. El incendio estalló después de que él ingresó a la oficina en el segundo piso. Las llamas finalmente fueron apagadas en unos 20 minutos por un equipo de 120 bomberos.